# Pravednik
Pravednik é um filme de drama histórico-militar russo dirigido por Sergei Ursuliak. É estrelado por Alexander Yatsenko, Sergei Makovetsky, Mark Eidelstein, Lyubov Konstantinova, Yevgeny Tkachuk. O filme foi lançado em 15 de fevereiro de 2023 na cidade de São Petersburgo no cinema Lenfilm. Sua estreia mundial foi em 16 de fevereiro de 2023.

## Sinopse
O filme se passa em 1942, durante a Grande Guerra Patriótica. O oficial do Exército Vermelho Nikolai Kiselyov recebe uma ordem para retirar mais de duzentos judeus das terras bielorrussas ocupadas atrás da linha de frente - idosos, mulheres e crianças, que escaparam milagrosamente da inevitável represália brutal. Essas pessoas emaciadas, atormentadas pela fome e pelo medo, que perderam seus parentes e quase enlouqueceram com o horror que experimentaram, terão que caminhar centenas de quilômetros pelos caminhos da floresta para recuperar a esperança de salvação e a fé no futuro.

## Elenco
- Alexander Yatsenko  - Capitão Kiselyov, oficial do Exército Vermelho, comandante de um destacamento guerrilheiro
- Mark Eidelstein  - Moshe Tal
- Lyubov Konstantinova - Anna Sirotina
- Evgeny Tkachuk  - Ferz' (Nikishin)
- Sergei Makovetsky  - Reuben Yankel
- Fedor Dobronravov  - Voronyansky, comandante do destacamento partidário "Vingadores do Povo"
- Konstantin Khabensky  - pai de Moshe Tal
- Chulpan Khamatova  como Rita, mãe de Moshe Tal
- Julia Vitruk - Lyuba
- Maxim Sevrinovsky - Abba Rovner
- Natalya Savchenko  - Nekhama
- Maria Zolotukhina - Tova Lipnitskaya[2]
- Nikolai Butenin - Rogov, oficial especial
- Ildus Abrakhmanov - Khabirov, partisan
- Dietmar Koenig como Ernst Rudolf Schmücker, SS - Hauptsturmführer
- Ivan Dergachev - Konok
- Vladimir Komarov - Baruch
- Daria Konyzheva - Dina Tal
- Dov Dovale Glikman - Moshe Tal na idade adulta
- Victor Lanberg  - Isaac Neumann
- Carolina Huber - Greta Neumann
- Alexander Bukharov - Oblique, chefe do departamento especial
- Evgeny Muravich  - Anzl, médico
- Andrey Golikov  - Rebe Baksht

## Produção e estréia
O filme foi dirigido por Sergei Ursuliak, Alexander Yatsenko recebeu o papel principal. O roteiro foi escrito por Gennady Ostrovsky. As filmagens ocorreram em 2022 na Rússia, Bielorrússia e Israel, a produção foi realizada pelas empresas Central Partnership, TriTe e White Media, bem como pelo canal de TV Russia-1. O filme recebeu financiamento público. O primeiro trailer do filme foi lançado no canal oficial do YouTube da Central Partnership em 12 de janeiro de 2023.
Em 8 de fevereiro de 2023, a estreia do filme aconteceu no cinema Oktyabr de Moscou. Pravednik foi lançado em 16 de fevereiro de 2023.
Em 30 de março de 2023, o filme foi lançado no serviço de vídeo Wink e no cinema online Ivi.ru.